# ادموندز (واشینگتن)
ادموندز (به انگلیسی: Edmonds) شهری در شهرستان اسنوهومیش ایالت واشنگتن است که در سرشماری سال ۲۰۱۰ میلادی، ۳۹۷۰۹ نفر جمعیت داشته است.